# 僕はいつもギター少年
『僕はいつもギター少年』（原題：Twang Bar King）は、アメリカ合衆国のミュージシャン、エイドリアン・ブリューが1983年に発表した、ソロ名義では2作目のスタジオ・アルバム。

## 背景
前作『ローン・ライノウ』に引き続き、ブリューが友人達と結成したGagaというバンドと共に制作された。ただし、前作ではブリューがドラムスも担当していたのに対して、本作ではラリー・ロンディンが専任ドラマーとして迎えられた。
レコーディングは1983年にイリノイ州シャンペーンのリハーサル・スタジオで行われたが、「トワング・バー・キング」のリード・ギターとボーカルは1979年の録音である。「ペイント・ザ・ロード」では、キング・クリムゾンの楽曲「セラ・ハン・ジンジート」（アルバム『ディシプリン』に収録）のギター・パートが引用されている。「バレエ・フォー・ア・ブルー・ホエール」は、アコースティック・ギターとローランドのギターシンセサイザーだけで演奏された。

## 反響・評価
アメリカのBillboard 200では146位に達した。マーク・アレンダーはオールミュージックにおいて5点満点中4点を付け「音楽的にはトーキング・ヘッズやデヴィッド・ボウイとの経験を引き継ぎながらも、ブリューはここで彼自身の歌を見つけ、（まだ完全には捕えきれていないとはいえ）彼独特のサウンドに向かいつつある」と評している。

## 収録曲
特記なき楽曲はエイドリアン・ブリュー作。8. 12.はインストゥルメンタル。
1. アイム・ダウン - "I'm Down" (John Lennon, Paul McCartney) - 2:56
2. アイ・ワンダー - "I Wonder" - 4:40
3. カゴのない生活 - "Life Without a Cage" - 3:20
4. セクシー・ライノウ - "Sexy Rhino" - 0:37
5. トワング・バー・キング - "Twang Bar King" - 1:26
6. アナザー・タイム - "Another Time" - 3:05
7. 汽車の歌 - "The Rail Song" - 5:41
8. ペイント・ザ・ロード - "Paint the Road" - 3:20
9. シー・イズ・ノット・デッド - "She Is Not Dead" - 4:42
10. フィッシュ・ヘッド - "Fish Head" - 4:31
11. アイデアル・ウーマン - "The Ideal Woman" - 4:12
12. バレエ・フォー・ア・ブルー・ホエール - "Ballet for a Blue Whale" - 4:44

## 参加ミュージシャン
- エイドリアン・ブリュー - リード・ボーカル、ギター、パーカッション
- クリスティ・ブレイ - ピアノ、ボーカル
- J・クリフトン・メイヒュー - ベース、ボーカル
- ラリー・ロンディン（英語版） - ドラムス
- ウィリアム・ジャンセン - サクソフォーン、バスクラリネット、ボーカル